# Art Spiegelman
Art Spiegelman, pseudonimo di Itzhak Avraham ben Zeev Spiegelman (Stoccolma, 15 febbraio 1948), è un fumettista statunitense.

## Biografia
(Andrea Rauch)
Nato a Stoccolma nel 1948 da Vladek e Anja, due ebrei polacchi sopravvissuti ad Auschwitz, pochi anni dopo si è trasferito negli Stati Uniti.
Periodo cruciale per la vita sua e di suo padre è stato, nel 1968, il suicidio, per ragione ignota, della madre, poco dopo il ritorno di Art da un ospedale psichiatrico in cui era stato rinchiuso per uso di droga. A questo proposito, nel 1972, Spiegelman ha scritto il fumetto Prigioniero sul pianeta Inferno - un caso clinico, in cui ha presentato le sue opinioni riguardo agli avvenimenti.
Dal 1978 lavora al romanzo grafico Maus, che racconta la storia del padre, sopravvissuto ad Auschwitz.
È stato uno dei fondatori della rivista di fumetti e grafica Raw insieme alla moglie Françoise Mouly, ed è tra gli artisti che hanno compilato e illustrato graficamente i lemmi del Futuro dizionario d'America (The Future Dictionary of America, pubblicato da McSweeney's nel 2005).
Ha pubblicato svariati lavori su riviste statunitensi come New York Times, Village Voice e The New Yorker. Di quest'ultimo tra il 1993 e il 2002 è stato anche direttore artistico e copertinista.
In Italia le sue storie sono pubblicate dal settimanale Internazionale.
Nel 1982 ha ricevuto il Premio Yellow Kid al Lucca Comics & Games.
Ha insegnato alla School of Visual Arts di New York dal 1978 al 1987.

## Maus
Art Spiegelman deve la sua fama principalmente ad un'unica opera, Maus, un romanzo grafico (auto) biografico pubblicato tra il 1980 ed il 1991, dove si narra la storia del padre, Vladek Spiegelman, un ebreo polacco sopravvissuto alla Shoah.
Maus usa la forma di fumetto allegorico (i nazisti e i tedeschi sono gatti, gli ebrei topi, gli americani cani, i polacchi maiali, i francesi rane, i russi orsi, i britannici pesci, gli zingari farfalle e gli svedesi renne) per dare corpo all'essenza della narrazione spogliandola degli elementi di identificazione e lasciando l'essenza della dimensione tragica. Di questo romanzo - che nel 1992 gli ha fruttato uno speciale premio Pulitzer - Umberto Eco ha detto: «Maus è una storia splendida; ti prende e non ti lascia più».
Luigi Monti in un saggio apparso sulla rivista Hamelin (n. 8, ottobre 2003) ebbe a scrivere che:
Fra le tante dichiarazioni e interviste rilasciate ai giornali merita una particolare attenzione una dichiarazione fatta da Spiegelman al quotidiano Diario (uscito il 29 settembre 2001) riguardo al film di Roberto Benigni vincitore di tre premi Oscar La vita è bella:

## L'ombra delle torri
I disegni de L'ombra delle torri nascono dall'urgenza di raccontare, di riflettere sull'11 settembre, su quello che la gente ha visto, su quello che la gente ha immaginato,
su quello che la gente ha rimosso, sull'uso che il governo di George W. Bush ha fatto di quella tragedia.
(Andrea Rauch)

## Little Lit
Insieme a Françoise Mouly, direttrice artistica del The New Yorker, Spiegelman ha pubblicato tre volumi di una serie di racconti illustrati per bambini Little Lit (2000-2003), scritti e illustrati da famosi scrittori, cartoonist e fumettisti. Tra questi possiamo ricordare Paul Auster, Neil Gaiman, Joost Swarte, Lorenzo Mattotti, J. Otto Seibold... In Italia i volumi sono stati pubblicati da Mondadori.
Inoltre sta lavorando ad un'opera teatrale, Drawn to Death (un gioco di parole in inglese sul doppio significato di "drawn", "disegnato a morte" e "attirato" dalla morte), con le musiche di Phillip Johnston.

## Opere
- Breakdowns, 1978.
- Maus, Milano, Rizzoli, 1989.
- Aprimi... sono un cane, io!, trad. it. di Aldo Busi, Milano, Mondadori, 1997
- Baci da New York, Milano, Nuages Edizioni, 2002.
- L'ombra delle torri, Torino, Einaudi, 2004.

## Riconoscimenti
- Salone Internazionale dei Comics
  - 1982 – Premio Yellow Kid
- Festival d'Angoulême
  - 1989 – Alph-art per il miglior fumetto straniero per il primo volume di Maus
  - 1993 – Alph-art per il miglior fumetto straniero per il secondo volume di Maus
  - 2011 – Grand Prix de la ville d'Angoulême[6]
- American Book Awards
  - 1992 – per Maus[7]
- Premio Pulitzer
  - 1992 – Premio speciale per Maus[8]
- National Book Award
  - 2022 – Medal for Distinguished Contribution to American Letters alla carriera[9]